# Károly Sándor
Dans le nom hongrois Sándor Károly, le nom de famille précède le prénom, mais cet article utilise l’ordre habituel en français Károly Sándor, où le prénom précède le nom.
Károly Sándor, né le 26 novembre 1928 à Szeged, et mort le 10 septembre 2014, est un footballeur international hongrois ayant évolué au poste d'attaquant. 
Il fait notamment partie des 22 joueurs retenus pour disputer les Coupes du monde 1958 et 1962.

## Palmarès
| Compétitions internationales                                                       | Compétitions nationales |
| - Coupe Mitropa (2) - Vainqueur : 1955, 1963 - Coupe des coupes - Finaliste : 1964 | - Championnat de Hongrie (3) - Champion : 1951, 1953, 1958 - Vice-champion : 1949, 1950, 1952, 1954, 1955, 1957, 1959, 1963 - Coupe de Hongrie (1) - Vainqueur : 1952 |